# جوزيف إغناطيوس ريتر
جوزيف إغناطيوس ريتر (بالألمانية: Joseph Ignaz Ritter)‏ هو مؤرخ ومؤرخ المسيحية وسياسي ألماني، ولد في 1787 في بولندا، وتوفي في 1857 في فروتسواف في بولندا. انتخب member of the House of Lords of Prussia ‏.